# Charles City
La ville américaine de Charles City est le siège du comté de Floyd, dans l’État de l’Iowa. Elle comptait 7 652 habitants lors du recensement de 2010.

## Histoire
Le peuple Ho-Chunk a longtemps occupé cette région et avait érigé un village le long de la rivière Cedar. 
En 1851, Joseph Kelly, le premier Européen-Américain à s’établir dans la région, vint ici après que le Ho-Chunk furent chassés. Il estima que le site était idéal pour l'établissement d'une ville, car il y avait de l’eau provenant de la rivière Cedar et des terrains boisés adjacents. La colonie fut d’abord appelée "Charlestown" après son fils. En 1852, vingt-cinq autres familles de colons avaient rejoint Kelly. Le nom de la ville a été changé, d’abord en "St. Charles" puis en "Charles City", pour éviter la duplication d’autres noms de ville de l’Iowa.
Charles City devint le siège du comté après la création du comté de Floyd en 1851 et son organisation officielle en 1854. Le comté de Floyd porte le nom du sergent Charles Floyd, membre de l’expédition Lewis et Clark de 1804. 
Charles City est connu pour son rôle dans l’histoire du tracteur américain. Entre 1900 et 1901, le moteur de traction à essence Hart-Parr - le premier modèle de tracteur de série aux États-Unis, fut dévoilé à Charles City après avoir été créé, entre autres, par Charles Walter Hart, originaire de la ville. 
La leader nationale du mouvement pour les droits des femmes, Carrie Lane Chapman Catt a passé ses années de jeunesse dans une ferme au sud de Charles City. Elle est connue comme une figure de premier plan du mouvement en faveur du vote des femmes et a contribué à l’adoption du 19e amendement, ratifié le 18 août 1920, qui a accordé aux femmes le droit de vote. Carrie Catt a également fondé la League of Women Voters,. 

### Tornades
Charles City est situé dans une zone propice à la formation et au passage des tornades. La ville en a gravement fait les frais durant son histoire. 
À l’été de 1858, alors qu’on appelait encore la commune St. Charles, on enregistra le passage d'une tornade qui tua 16 habitants. Le montant des dégâts subit par les propriétés les bâtiments détruits a été chiffré à des milliers de dollars. De très importants ravages ont été subits les récoltes,.

## Personnalités liées à la ville
Carrie Chapman Catt a passé son enfance à Charles City.